# USS Hoga (YT-146)
Pour les articles homonymes, voir Nenana.
Le Hoga (YT-146/YTB-146/YTM-146) était un remorqueur portuaire de classe Woban de l'United States Navy nommé d'après le mot indien Sioux pour "poisson". Après la Seconde Guerre mondiale, le remorqueur était connu sous le nom de Port of Oakland, puis City of Oakland lorsqu'il était un bateau-pompe à Oakland, en Californie.

## Historique
Autorisé le 18 juin 1940, il a été construit par la Consolidated Shipbuilding Corporation à Morris Heights, Bronx (en), dans l'État de New York. Sa quille est posée le 25 juillet 1940. Lancé le 31 décembre 1940, il est baptisé Hoga (YT-146). Mis en service le 22 mai 1941 à Norfolk, en Virginie, il est affecté au 14e district naval de Pearl Harbor. Il y a fait le voyage par le canal de Panama, San Diego et San Pedro.
À Pearl Harbor, Hoga était amarré au Yard Craft Dock et servait à l'approvisionnement des navires de guerre et à les aider à entrer et à sortir des quais. Il transportait aussi du matériel de lutte contre l'incendie. Hoga était présent lors de l'attaque de Pearl Harbor. Les derniers navires survivants de l'attaque sont des navires-musées, le garde-côte américain USCGC Taney dans l'Inner Harbor de Baltimore dans le Maryland, et Hoga à l'Arkansas Inland Maritime Museum.

### À Pearl Harbor
Le Hoga était amarré avec d'autres embarcations de service Pearl Harbor a été attaqué par les forces japonaises le matin du 7 décembre 1941. Hoga était en route moins de dix minutes après la première frappe et ramassa deux hommes dans l'eau, les débarqua et se dirigea vers les navires en feu le long de l'Allée des cuirassés. Gisait déjà la carcasse brisée de l'USS Arizona. Amarré à celui-ci, se trouvait le navire de réparation gravement endommagé USS Vestal que le Hoga a remorqué pour l'éloigner de l' USS Arizona à 8h30. Puis, avec les câbles de remorquage qui avaient été libérés par l'équipage paniqué de l'USS Vestal, Hoga a couru à l'aide du mouilleur de mines USS Oglala, navire amiral du contre-amiral William R. Furlong (en). Alors qu'il atteignait l'USS Oglala à 8h50, Hoga a été dépassé par le cuirassé USS Nevada qui se dirigeait vers le large.
Alors que la première vague d'avions frappait à 7h50, l'USS Nevada, amarré près de l'USS Arizona, avait partiellement pris de la vapeur. À 8h03, il a été touché par une torpille et a commencé à gîter. Les contre-inondations ont empêché l'USS Nevada de chavirer alors que ses batteries anti-aériennes tiraient sur les avions attaquants, abattant l'avion qui avait largué la torpille. Alors que l'incendie sur l'USS Arizona détruit commençait à menacer l'USS Nevada, juste au moment où la deuxième vague d'avions frappait, l'USS Nevada endommagé a pris la route à 8h45, ses officiers espérant échapper au piège et courir vers le large par l'entrée étroite du port. Les Japonais ont concentré leur attaque sur le Nevada, qui a continué à avancer, des bombes s'écrasant autour de lui et sur son pont avant et sa superstructure. À 9h07, un deuxième bombardement du navire frappe le gaillard d'avant. À 9h10, l'USS Nevada coulait et s'immobilisa à Hospital Point pour éviter de couler dans le chenal.

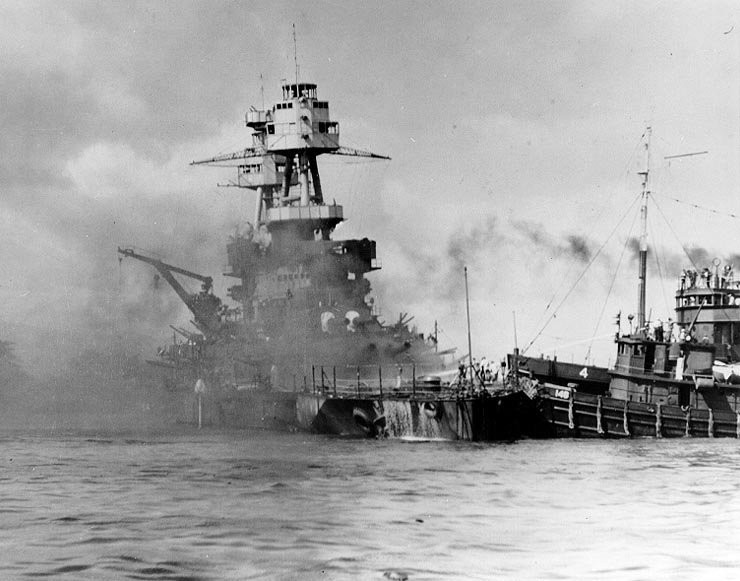
Le Hoga poussant l'USS Nevada hors du chenal

Pendant ce temps, Hoga, avec un autre navire, assistait L'USS Oglala. Endommagé par la détonation d'une torpille contre le croiseur USS Helena, amarré à côté d'Oglala, le dragueur de mines a nécessité un remorquage pour dégager le champ de tir d'Helena. Alors que l'Oglala en train de couler était déplacé à l'arrière d'Helena par Hoga, l'amiral Furlong a vu l'USS Nevada en difficulté dans le chenal et envoya les deux remorqueurs qui avaient aidé Oglala à pousser l'USS Nevada vers Hospital Point.
Hoga a ensuite travaillé avec l'autre remorqueur, le YT-130, pour libérer le cuirassé et le déplacer du côté ouest de l'entrée du port, où à 10h45, il fut immobilisé pour maîtriser l'incendie en plus d'une heure. Du Nevada, Hoga retourna à l'Allée des cuirassés, combattant les incendies sur l'USS Maryland, l'USS Tennessee et enfin l'USS Arizona. Hoga a travaillé sur l'incendie de l'Arizona de 16h00 le dimanche jusqu'à 13h00 le mardi 9 décembre. Après 72 heures continues de lutte contre les incendies, Hoga est resté en service actif pendant le reste de la semaine, patrouillant dans le port, aidant à enlever les corps et recherchant des sous-marins japonais soupçonnés de se cacher dans le port. Les actions du patron et de l'équipage du remorqueur ne sont pas passées inaperçues. En février 1942, l'amiral Chester Nimitz, a félicité McManus, ses hommes et leur remorqueur pour un travail bien fait...
À la suite de l'attaque japonaise, le Hoga, ainsi que d'autres remorqueurs de chantier et embarcations de soutien, ont été contraints à des tâches supplémentaires de nettoyage des débris du port et aux efforts de sauvetage qui ont commencé immédiatement sur les navires coulés et endommagés au combat. Cet effort s'est poursuivi pendant les années de guerre; Hoga a participé activement à cela ainsi qu'à la fonction continue de Pearl Harbor en tant que base navale active avec des responsabilités et des devoirs accrus en tant que tremplin pour la reconquête éventuelle des îles et territoires occupés du Pacifique et la victoire sur le Japon. Pendant la guerre, Hoga a été rebaptisé YTB (Yard Tug, Large) le 15 mai 1944. Les travaux de récupération et les travaux lourds ont continué après la guerre, mais en 1948, Hoga a été transféré en prêt au port d'Oakland pour être utilisé comme bateau-pompe grâce aux efforts du membre du Congrès George P. Miller.

### Service de bateau-pompe à Oakland

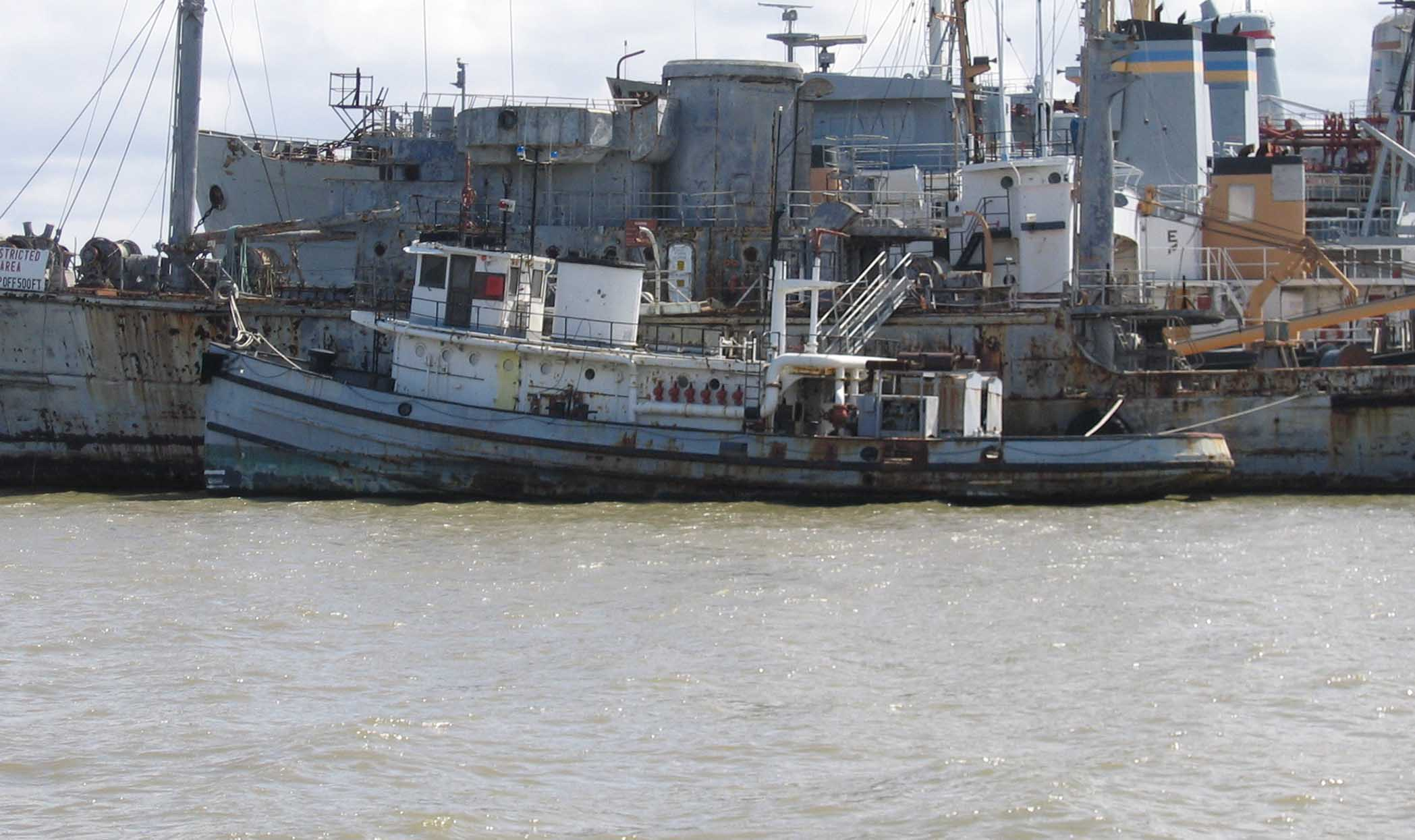
Hoga, mis en service avec la flotte de réserve de Suisun Bay en mars 2006

Oakland, l'un des ports les plus actifs de Californie, surpassant son ancien rival San Francisco après le règne de près d'un siècle de ce dernier en tant que principal port américain sur le Pacifique, était sans protection municipale contre les bateaux-pompes jusqu'à l'arrivée de Hoga. Le transport lourd de matériel de guerre depuis la base militaire d'Oakland, une partie active du port d'embarquement de San Francisco, la présence de pétroliers faisant escale dans les raffineries d'East Bay et la base aéronavale des États-Unis à proximité d'Alameda ont contribué à l'importance en temps de guerre du port d'Oakland.
L'arrangement entre le port d'Oakland et le conseil municipal par lequel le navire était exploité comprenait des modifications financées par le port pour augmenter la capacité de pompage de 4.000 à 10.000 gal/min US (0,25 à 0,63 m3/s), une couchette, une nouvelle caserne de pompiers, et prise en charge partielle des salaires de l'équipage. La Ville exploiterait et paierait une partie des salaires de l'équipage du bateau-pompe. Arrivé en mai, Hoga était amené par un équipage de la Navy de Treasure Island à la jetée de Grove Street à Oakland, où les papiers de transfert ont été signés le 28 mai 1948.
Reconditionné par Pacific Coast Engineering (en) chez Pacific Drydock and Repair à Oakland, le bateau-pompe, maintenant baptisé Port of Oakland (plus tard changé en City of Oakland) est entré en service en juillet 1948.
Le lendemain de la mise en service officielle, le port d'Oakland a été mis en service pour lutter contre un incendie à bord du cargo Hawaiian Rancher.
Au cours de ses 40 ans de carrière en tant que bateau-pompe d'Oakland, le navire a combattu de nombreux incendies à bord de navires, des incendies au bord de l'eau, secouru des personnes dans l'eau et a servi de bateau d'excursion au président Jimmy Carter lors d'une visite de 35 minutes du port le 3 juillet 1980. Le bateau-pompe a été déplacé vers un nouveau poste d'amarrage à Jack London Square (en) le 7 décembre 1982. L'aventure la plus récente a été de répondre à l'incendie du pétrolier SS Puerto Rican dans une mer agitée à l'extérieur du Pont du Golden Gate le 3 novembre 1984.
Le déclin des grands entrepôts et jetées en bois, un meilleur contrôle des incendies à bord des navires et la surpopulation du port par de plus petites embarcations de plaisance ont limité l'utilisation du bateau-pompe, et le port d'Oakland, comme d'autres grands ports, est considéré comme un navire trop petit et peu maniable pour répondre aux besoins du front de mer du XXIe siècle.

## Préservation

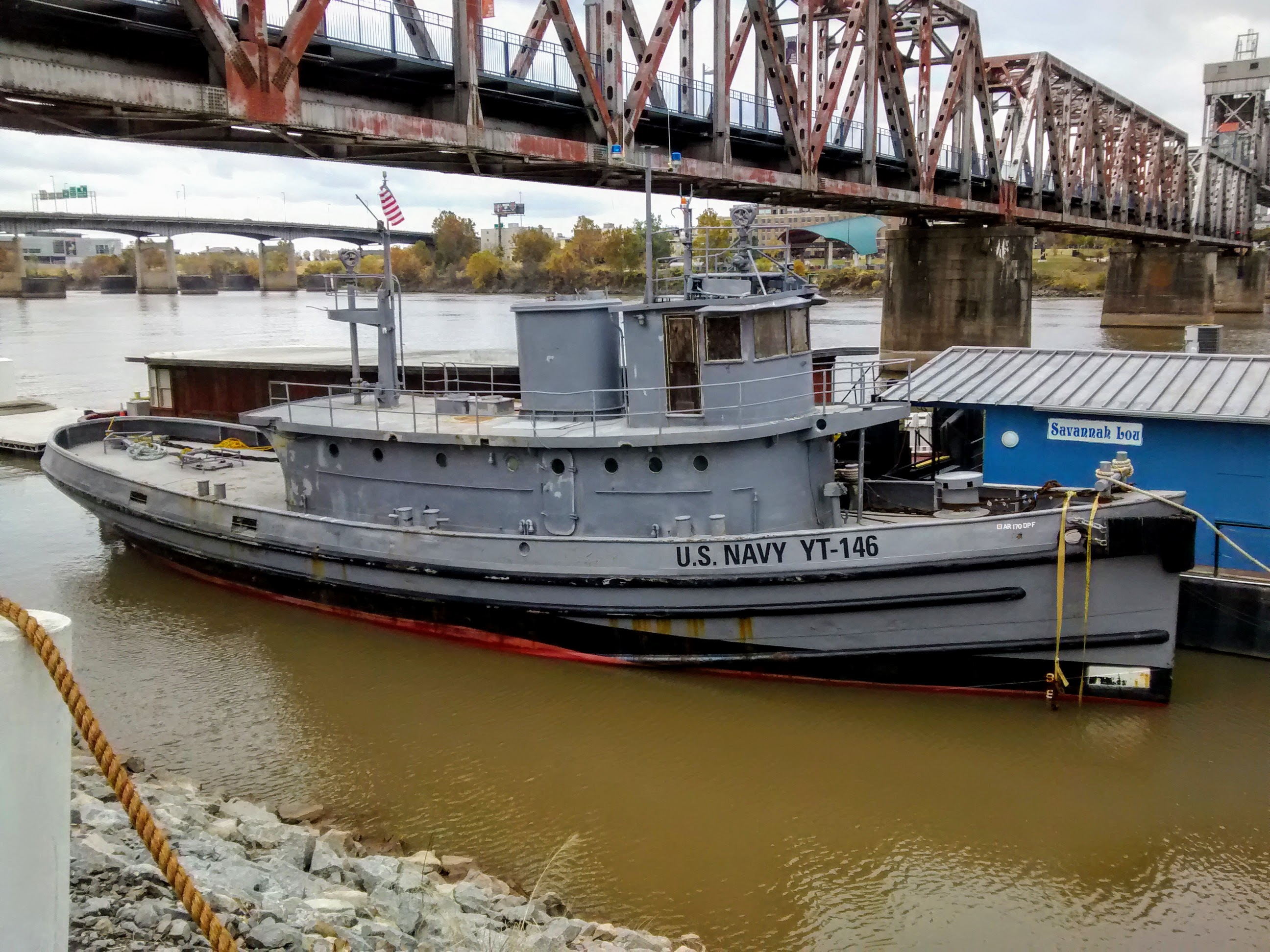
YT-146 exposé au musée maritime intérieur de l'Arkansas

Le navire a été déclaré monument historique national en 1989,.
La ville d'Oakland a rendu Hoga à l'United States Maritime Administration en 1994 à Treasure Island, où il a ensuite été transférée à la flotte de réserve de la baie de Suisun  dans le cadre de la National Defense Reserve Fleet. Après plusieurs années de disponibilité pour les dons, la Marine a sélectionné la ville de North Little Rock en Arkansas parmi quatre autres candidatures concurrentes. Un contrat de transfert de donation a été signé le 29 juillet 2005, après quoi la propriété de Hoga a été transférée à la ville de North Little Rock mais il est resté à Suisun Bay jusqu'à la mi-2012. Hoga est arrivé aux cales sèches de l'île Mare de Vallejo (installation de recyclage de la défense alliée (ADR)) le 31 juillet 2012 pour commencer les travaux visant à rendre le remorqueur en état de naviguer pour son voyage vers l'Arkansas.
Hoga est arrivé au Arkansas Inland Maritime Museum le 23 novembre 2015. Après les rénovations, il a été ouvert aux visites publiques. Au musée, il fait partie des navires qui sont exemples pour les États-Unis pendant la Seconde Guerre mondiale, avec Hoga depuis le début de la guerre à Pearl Harbor, aux côtés du sous-marin USS Razorback qui était présent dans la baie de Tokyo lors de la capitulation du Japon.